# 苻定
苻定（?—?），是十六国前秦宗室、后燕官员，是苻坚的堂叔。
冀州刺史阜城侯苻定戍守信都。384年（东晋太元九年；前秦建元二十年；后燕燕元年），慕容垂派前将军、乐浪王慕容温督帅各路军队攻打信都，没有攻克。四月初三，派抚军大将军慕容麟增援。五月，苻定、苻绍全都投降了后燕。385年（东晋太元十年；前秦太安元年；后燕燕二年），苻定和苻绍、苻谟、苻亮听说苻丕即位前秦皇帝，全都从河北派遣使者前来谢罪。十一月，苻丕任命苻定为冀州牧，晋升爵位为郡公。苻定据守信都以抵抗后燕，后燕王慕容垂任命北地王慕容精为冀州刺史，带领军队攻打苻定。 386年（东晋太元十一年；前秦太安二年；后燕建興元年），后燕皇帝慕容垂派太原王慕容楷、赵王慕容麟、陈留王慕容绍、章武王慕容宙攻打前秦苻定、苻绍、苻谟、苻亮等。慕容楷写信给他们，苻定等人全都投降。慕容垂封苻定等人为侯，以报答苻坚的恩德。407年（东晋义熙三年；后燕建始元年）五月，苻定的儿子、后燕尚书郎苻进阴谋反叛，被杀。 